# Храбунов, Александр Анатольевич
Алекса́ндр Анато́льевич Храбуно́в (30 сентября 1959, Петрозаводск — 1 сентября 2021, Санкт-Петербург) — советский и российский гитарист. Наиболее известен как гитарист группы «Зоопарк».

## Биография
Ещё учась в школе, играл на гитаре в школьной группе, с которой выступал на танцах и свадьбах.
Поступив в Институт целлюлозно-бумажной промышленности в Ленинграде, собрал в октябре 1977 года вместе с басистом Николаем Алексеевым и барабанщиком Валерием Мансуровым, учившимися в том же институте, группу «Прощай, чёрный понедельник». Название было позаимствовано из романа Курта Воннегута «Завтрак для чемпионов, или Прощай, Чёрный понедельник!», выпущенного в СССР в том же году издательством «Художественная литература».
Группа начинала с прямолинейного и жёсткого хард-рока, но затем её стиль стал смещаться в сторону панк-рока, группа экспериментировала со звучанием. Группа исполняла собственный материал, а также несколько кавер-версий, как правило, радикально переделанных в соответствии с избранным стилем (так, битловская «Help!» стала звучать в духе Sex Pistols, а «Поворот» «Машины времени» в стиле регги).
В конце 1979 года из группы фактически уходит по семейным обстоятельствам Валерий Мансуров, изредка выступающий в первой половине 1980 года, на его место Храбунов приглашает своего знакомого по Петрозаводску Андрея Данилова. Группа записала демо-ленту со своим материалом, а осенью 1980 года на неё, через Михаила Файнштейна-Васильева, вышел Майк Науменко, который искал музыкантов для своей будущей группы, которая получила название «Зоопарк». Распределившийся в Гатчину Алексеев принимать активное участие в новой группе не смог, и его место занял Илья Куликов. В репертуаре «Зоопарка» времён его первых репетиций и выступлений были песни как Майка Науменко, так и «Понедельника», но затем группа стала исполнять уже только песни Науменко.
Вместе с тем Храбунов не спешил распускать группу «Прощай, чёрный понедельник», которая параллельно «Зоопарку» продолжала репетировать свои песни, а в 1982 году даже вступила в Ленинградский рок-клуб. Окончательно группа распалась лишь в феврале 1984 после того, как Данилов, выбывший также и из состава «Зоопарка», вернулся в родной Петрозаводск.
В дальнейшем при всех сменах состава «Зоопарка» Храбунов неизменно оставался гитаристом группы, хотя Науменко мог давать и сольные концерты как просто по гитару, так и с приглашёнными музыкантами. Александр Кушнир так оценивал его деятельность в «Зоопарке»: «Разработкой музыкального материала в группе в основном занимались два человека — Майк и гитарист Александр Храбунов. Майк придумывал мелодические ходы, а вся ответственность за поиски адекватных аранжировок и всевозможных звуковых нюансов ложилась на плечи Храбунова <…> Храбунов, обладая цепким техническим мышлением, целиком концентрировался именно на аранжировках, а к текстам относился на редкость спокойно и зачастую знал их содержание лишь на уровне приблизительного смысла». По словам Валерия Кирилова, Храбунов «тогда был ориентирован на хард-рок, — даже, наверное, с уклоном в хэви».
Майк Науменко дал Храбунову такую шуточную характеристику: «Лидер-гитарист Александр Храбунов. Всю жизнь играл в составах, где нет ритм-гитары, поэтому любит „пилить“ помногу. Сначала мне это не нравилось, но потом я понял, что в этом есть свой кайф, а сейчас с трудом могу представить, как бы мы звучали с другими гитаристами. Его гитара придаёт моим довольно лёгким песням умеренную тяжесть. Шура очень тихий и спокойный человек, но несколько раз в год напивается сверх меры, становится неуправляемым, начинает пытаться набить всем морду и прихватить всех барышень в радиусе трёх километров. Ни то, ни другое обычно не получается. На сцене он преступно скромен. Бегать, прыгать и вставать в „красивые позы“ отказывается напрочь, ссылаясь на занятость своими педалями».
После смерти Науменко и неизбежного распада «Зоопарка» он сотрудничал с рядом групп. В конце 1994 года присоединился к петербургской группе «THE HOOX». Весной 1996 года группа была реорганизована в KAKTUZZ, а Храбунов покидает её. В том же году Храбунов принял участие в записи сольного альбома «Гончий пёс» покинувшего «THE HOOX» Михаила Сульина. Кроме того играл в 1990-е годы в составе кавер-группы «Krakatau Surfers». В 1996 году в качестве приглашённого музыканта принял участие в записи альбома «Лирика капитализма» группы «Санкт-Петербург».
Весной 1998 года Александр Донских, Александр Храбунов, Наиль Кадыров и барабанщик Виталий Семёнов объединились для серии ностальгических концертов, исполняя хиты из репертуара «Зоопарка». Позднее эта группа, назвав себя «Зоо-Парк», продолжала выступать в клубах уже без Храбунова.
Зимой 2018—2019 годов совместно с барабанщиком «Зоопарка» Валерием Кириловым был организован «учебно-лечебный коллектив „группа Триста“», с которым Кирилов после тяжёлой болезни воссоединился как действующий музыкант. Название группы придумал Сергей Рыженко.
Был женат. Есть дочь.
Скончался после тяжёлой продолжительной болезни 1 сентября 2021 года на 62-м году жизни в Санкт-Петербурге.